# Rajd Stomil 1972
1. Międzynarodowy Rajd Stomil – 1. edycja Rajdu Rzeszowskiego. Był to rajd samochodowy rozgrywany od 3 do 4 marca 1972 roku. Była to pierwsza runda Rajdowych Samochodowych Mistrzostw Polski w roku 1972. Rajd składał się z 19 prób sportowych, w tym 18 odcinków specjalnych i jednej próby szybkości górskiej o łącznej długości 135 km, oraz jednej próby zrywu i hamowania. Został rozegrany na nawierzchni asfaltowej i szutrowej. Zwycięzcą rajdu został Marian Bień.

## Wyniki końcowe rajdu[1][2]
| Miejsce | Kierowca               | Pilot                 | Samochód              | Czas    | Strata | Grupa Klasa |
| ------- | ---------------------- | --------------------- | --------------------- | ------- | ------ | ----------- |
| 1       | Marian Bień            | Zbigniew Kołaczkowski | Porsche 911 T         | 1:37:49 | -      | III-IV/1-13 |
| 2       | Andrzej Jaroszewicz    | Tomasz Ciecierzyński  | Polski Fiat 125p 1500 | 1:40:28 | +2:38  | II/8        |
| 3       | Ewald Pauli            | Ryszard Żyszkowski    | BMW 2002 Ti           | 1:43:41 | +5:51  | II/9-13     |
| 4       | Jerzy Landsberg        | Marian Wangrat        | Polski Fiat 125p 1500 | 1:48:16 | +10:26 | II/8        |
| 5       | Marek Szramowski       | Marek Muszyński       | Polski Fiat 125p 1300 | 1:49:06 | +11:17 | II/7        |
| 6       | Włodzimierz Groblewski | Janusz Książkiewicz   | Polski Fiat 125p 1500 | 1:58:33 | +20:44 | I/8         |
| 7       | Eugeniusz Bogusz       | Jan Ożóg              | Polski Fiat 125p 1300 | 1:59:57 | +22:07 | I/7         |
| 8       | Marek Varisella        | Antoni Ryniak         | Polski Fiat 125p 1300 | 2:00:31 | +22:41 | II/7        |
| 9       | Kazimierz Jaromin      | Krzysztof Paczka      | Zastava 750           | 2:05:05 | +27:15 | II/3-4      |
| 10      | Krzysztof Strykier     | Błażej Krupa          | Polski Fiat 125p 1500 | 2:12:17 | +34:27 | II/8        |
| 11      | Adam Masłowiec         | Konrad Rutkowski      | Polski Fiat 125p 1300 | 2:12:48 | +34:58 | II/7        |

1. ↑  Nieliczony w klasyfikacji RSMP